# 護理霸凌
護理霸凌是指和護理人員有關的霸凌，可能是護理人員受到醫生、管理者或病人的霸凌，也可能是護理人員霸凌病人、其他護理人員或是醫療工作者。
護理人員的工作環境中很容易出現霸凌的行為。一般認為這和關係型攻擊（心理層面的霸凌，例如道人八卦或恐嚇）有關。有關少女之間的關係型攻擊已有研究，但有關成年女性之間關係型攻擊的研究還不多。

## 霸凌行為
路易士發現在英國護理人員中有以下的霸凌行為：
- 破壞（英语：social undermining）其工作
- 讓目標處於不利地位
- 肢體虐待（英语：physical abuse）（少見）
- 言語虐待
- 孤立某個人
- 干涉其工作
- 持續的批評
- 挖苦
- 貶低（英语：demeaning）
- 催毀自信
- 誣告
- 設定不可能的目標（英语：setting up to fail）

這些行為會頻繁出現，可能會持續數年的時間。霸凌行為一般會是一連串的，霸凌者知道他們所造成的傷害，但因為要掌握控制權及權力而有霸凌的行為。

## 無禮行為
Laschinger、Leiter、Day 及 Gilin 針對 612個護理人員進行研究，發現其中有 67.5% 有經歷過來自主管的無禮行為，77.6% 有經歷過同事的無禮行為。

## 權勢霸凌
- 2003年英國的社区从业人员及巡回医务人员协会（the Community Practitioners' and Health Visitors' Association）進行了一項問卷，指出半數英國國民保健署下的巡回医务人员、校護及社群護理人員曾被其主管霸凌。接受問卷的563人中有三分之一認為霸凌嚴重到他們需要請假的程度。最常見的霸凌是持續的批評和羞辱。其他的人說曾被咆嘯及排斥[7]。

### 護理長管理
護理長的協調輪班次作業、醫院收容病患量、病患投訴等議題上，如果處理不當會導致護理人員的反感、心理壓力。

## 護理霸凌研究
為了進一步研究護理工作環境下霸凌的影響，已有一研究針對護理工作環境下有哪些機制造成霸凌的情形。

## 相關詞語
在討論護理霸凌時，也常會提到水平暴力（Horizontal Violence），這個詞的意思是在護理環境下，來自同事的霸凌，這會讓工作環境充滿壓力且不悅。另一個詞是橫向暴力（lateral violence），描述霸凌對象是在工作場合層級較低的人，避免對方有機會再往上爬。

## 補救措施
有些醫療機構計劃教育員工及醫護團隊成員如何提升社會互動、適當的職場禮儀，及在工作場所的正向人際交往能力。護理人員有權因受到霸凌而獲得金錢補償。